# El hechizo del trigal
El hechizo del trigal es una película chilena de ficción ambientada en el fundo Los Aromos, Valparaíso, considerado uno de los primeros largometrajes sonoros realizados en Chile y el primero realizado en esa comuna.

## Argumento
En el fundo La Rinconada un joven huaso de campo ama a la hija de su patrón y padrino. Un ingeniero que viene de la ciudad se interesa en la joven quien le corresponde en contra de su voluntad. Triunfa “el hechizo del trigal” con toda la chilenidad inherente: hay cuecas, rodeos, paseos campestres, esquinazos, discursos de sobremesa y todo el artificio imaginable para hacer de ésta una fiesta “muy chilena”.

## Reparto
- Alejo Álvarez como José Manuel
- María Loubet como María
- Carlos Danilo como Ramón Villegas, el patrón de fundo, padrino de José Manuel y padre de María
- Mario D'alba como el ingeniero Roberto Márquez

## Música
Conjunto criollos 
- Julia C. de Sieverson
- Trio Metropolitano
- Conjunto: Larosa

Cuecas y tonadas 
- Las Vacas
- Las Viñamarinas
- Lamento Araucano
- Ranchito de Totora
- En un rodeo de amor
- El hechizo del trigal

Canciones
- El lirio
- Mis flores
- Dulce ilusión
- Tierra nuestra

## Restauración
Esta película en soporte de nitrato fue recuperada a partir de una copia por la Cinemateca del Pacífico en conjunto con la Cineteca Nacional en los laboratorios de la Filmoteca de la UNAM, México, el año 2012. Proyecto apoyado por el Fondo Audiovisual.